# NGC 5211
NGC 5211 est une galaxie spirale barrée située dans la constellation de la Vierge. Sa vitesse par rapport au fond diffus cosmologique est de 4 002 ± 21 km/s, ce qui correspond à une distance de Hubble de 59,0 ± 4,1 Mpc (∼192 millions d'al). NGC 5211 a été découverte par l'astronome britannique John Herschel  en 1828.
La classe de luminosité de NGC 5210 est I-II et elle présente une large raie HI. Selon la base de données Simbad, NGC 5211 est une galaxie LINER, c'est-à-dire une galaxie dont le noyau présente un spectre d'émission caractérisé par de larges raies d'atomes faiblement ionisés.
À ce jour, quatre mesures non basées sur le décalage vers le rouge (redshift) donnent une distance de 47,325 ± 8,801 Mpc (∼154 millions d'al), ce qui est à l'intérieur des valeurs de la distance de Hubble. Notons que c'est avec la valeur moyenne des mesures indépendantes, lorsqu'elles existent, que la base de données NASA/IPAC calcule le diamètre d'une galaxie et qu'en conséquence le diamètre de NGC 5211 pourrait être d'environ 41,2 kpc (∼134 000 al) si on utilisait la distance de Hubble pour le calculer.